# Protestantse Theologische Universiteit vestiging Kampen
De Theologische Universiteit Kampen (Oudestraat), daarvoor Theologische Hogeschool Kampen (Oudestraat), was tot midden 2012 een van de vestigingen van de Theologische Universiteit, de enige theologische opleiding die wordt erkend door de Protestantse Kerk in Nederland (PKN). De andere vestigingen waren de Theologische Universiteit vestiging Utrecht en de Theologische Universiteit vestiging Leiden. Die in Kampen was de enige die een volledige bachelor-masteropleiding in eigen hand aanbood. Voorts behoorde een seminarium in Doorn tot de ThU.
De universiteit was vanaf 1923 gevestigd te Kampen, aan de Koornmarkt, in het voormalige gebouw van de Hoofdcursus, een opleiding voor officieren van het Nederlandse leger. Andere gebouwen, waaronder de bibliotheek, stonden aan de nabijgelegen Oudestraat.

## Geschiedenis
In 1854 stichtte de synode van Zwolle van de Christelijke Afgescheiden Gereformeerde Kerk de Theologische School te Kampen. In 1892 vond de 'vereniging' plaats met de Nederduits Gereformeerde Kerken tot de Gereformeerde Kerken, waardoor deze kerk twee theologische opleidingen kreeg: de school in Kampen en de Vrije Universiteit Amsterdam (faculteit Godsgeleerdheid). In 1939 werd de naam van Theologische School veranderd in Theologische Hogeschool. Bij de vrijmaking bleef de Vrije Universiteit in handen van de Gereformeerde Kerken, en werd de Theologische Hogeschool in Kampen gesplitst: de Theologische Hogeschool Kampen (Broederweg) en de Theologische Hogeschool Kampen (Oudestraat) ontstonden. In 1988 werd de naam Hogeschool voorbehouden aan hbo-instellingen, en ging de instelling Theologische Universiteit Kampen (Oudestraat) heten.
Op 23 oktober 2006 fuseerde zij met het Theologisch Wetenschappelijk Instituut (ThWI) te Leiden en Utrecht, het Evangelisch-Luthers Seminarium (ELS) te Utrecht en het Theologisch Seminarium Hydepark te Doorn tot de Protestantse Theologische Universiteit (PThU). Deze fusie betekende vooralsnog niet dat er locaties werden gesloten. De ThUK ging verder onder de naam Protestantse Theologische Universiteit vestiging Kampen, en hier werd het administratief bureau van alle PThU-vestigingen ondergebracht.
In april 2010 werd bekend dat de PThU zich in Groningen en Amsterdam zou gaan vestigen en een samenwerking zou aangaan met de theologische faculteiten van de Rijksuniversiteit Groningen en de Vrije Universiteit Amsterdam. De vestigingen in Utrecht, Leiden en Kampen sloten per augustus 2012.